# Rumania en los Juegos Paralímpicos de Heidelberg 1972
Rumania estuvo representada en los Juegos Paralímpicos de Heidelberg 1972 por un deportista masculino. El equipo paralímpico rumano no obtuvo ninguna medalla en estos Juegos.